# Municipio de Utica (Illinois)
El municipio de Utica (en inglés: Utica Township) es un municipio ubicado en el condado de LaSalle en el estado estadounidense de Illinois. En el año 2010 tenía una población de 2052 habitantes y una densidad poblacional de 42,22 personas por km².

## Geografía
El municipio de Utica se encuentra ubicado en las coordenadas 41°20′44″N 88°59′10″O / 41.34556, -88.98611. Según la Oficina del Censo de los Estados Unidos, el municipio tiene una superficie total de 48.6 km², de la cual 46.7 km² corresponden a tierra firme y (3.91%) 1.9 km² es agua.

## Demografía
Según el censo de 2010, había 2052 personas residiendo en el municipio de Utica. La densidad de población era de 42,22 hab./km². De los 2052 habitantes, el municipio de Utica estaba compuesto por el 97.71% blancos, el 0.39% eran afroamericanos, el 0.19% eran amerindios, el 0.44% eran asiáticos, el 0.05% eran isleños del Pacífico, el 0.44% eran de otras razas y el 0.78% pertenecían a dos o más razas. Del total de la población el 2.97% eran hispanos o latinos de cualquier raza.